# Pénjamo, Tamaulipas
Pénjamo är en ort i Mexiko.   Den ligger i kommunen Hidalgo och delstaten Tamaulipas, i den centrala delen av landet, 500 km norr om huvudstaden Mexico City. Pénjamo ligger 300 meter över havet och antalet invånare är 119.
Terrängen runt Pénjamo är varierad. Runt Pénjamo är det glesbefolkat, med 9 invånare per kvadratkilometer. Närmaste större samhälle är San Francisco, 7,7 km nordost om Pénjamo. Trakten runt Pénjamo består i huvudsak av gräsmarker.